# Boris Sanson
Boris Sanson (Pessac, 7 dicembre 1980) è uno schermidore francese, vincitore di una medaglia d'oro nella scherma ai Giochi olimpici.

## Palmarès
In carriera ha conseguito i seguenti risultati:
- Giochi olimpici:

Pechino 2008: oro nella sciabola a squadre.
- Mondiali di scherma

2005 - Lipsia: bronzo nella sciabola a squadre.
2006 - Torino: oro nella sciabola a squadre.
2007 - San Pietroburgo: argento nella sciabola a squadre.
- Europei di scherma

2001 - Coblenza: argento nella sciabola a squadre.
2003 - Bourges: bronzo nella sciabola individuale.
2007 - Gand: bronzo nella sciabola a squadre.
2008 - Kiev: argento nella sciabola a squadre.
- Giochi del Mediterraneo

2005 - Almería: bronzo nella sciabola individuale.